# De Warmste Week

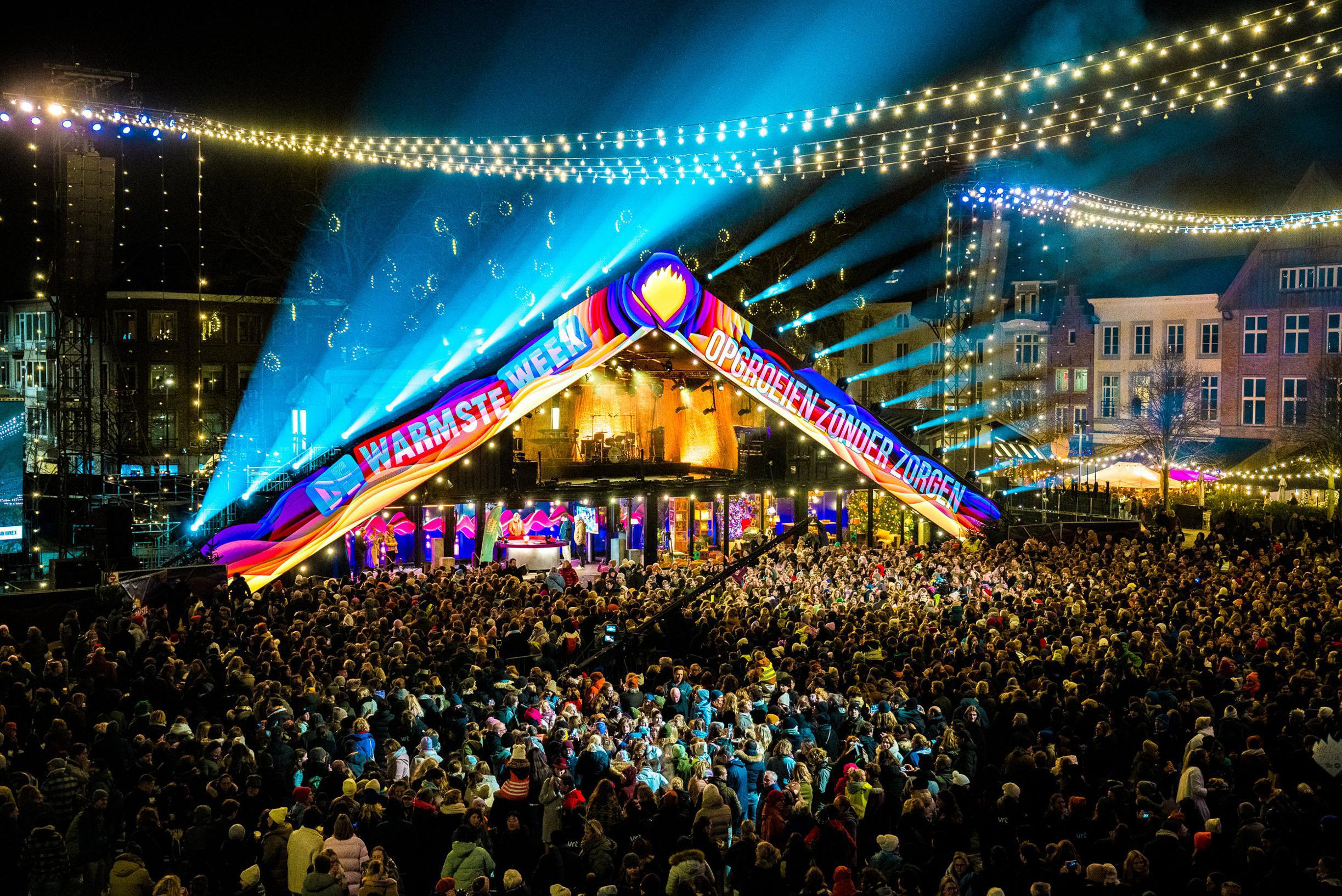
Het Warmste Huis tijdens de editie van 2023 in Brugge

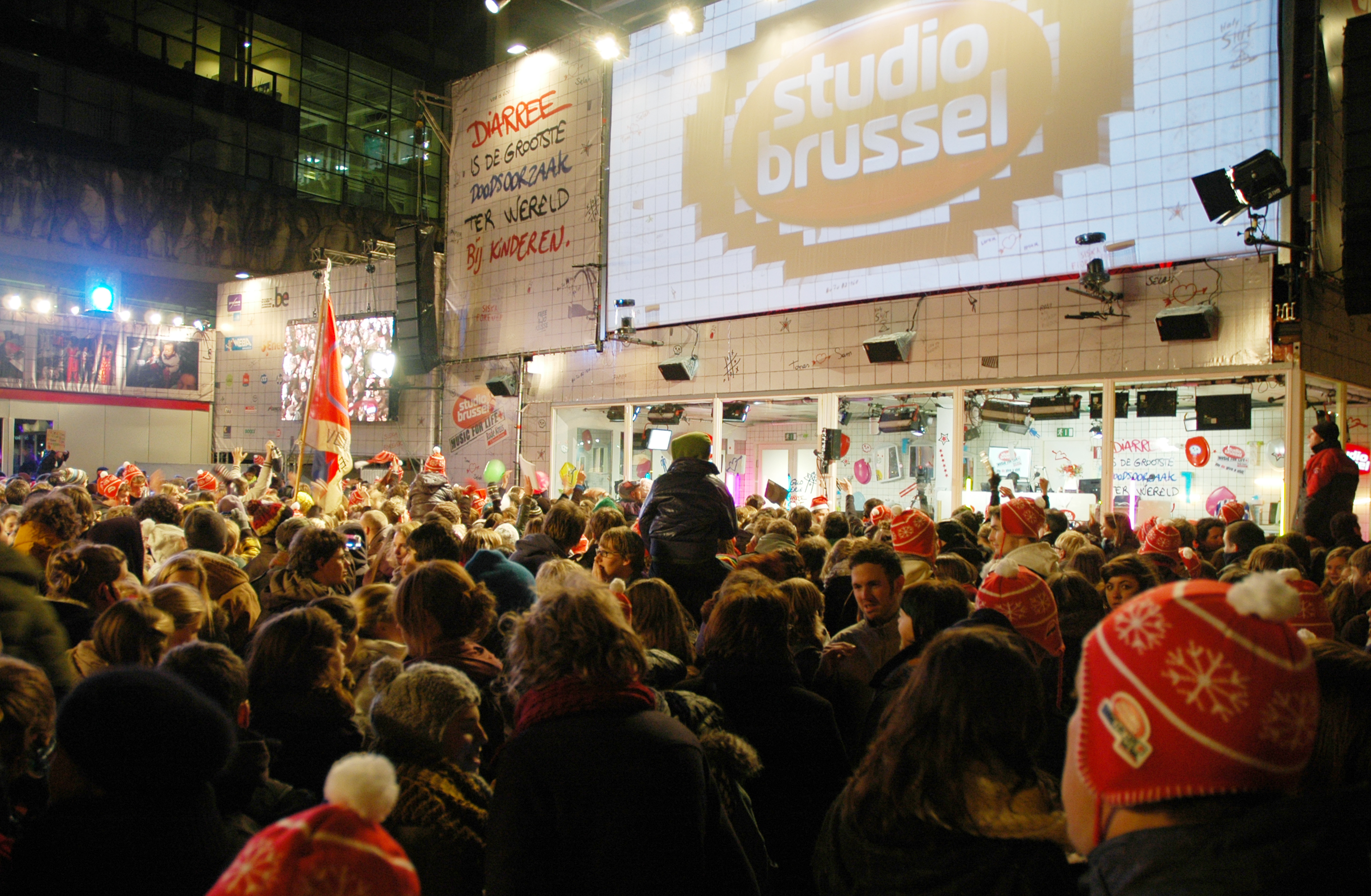
Het Glazen Huis in Gent tijdens de laatste glazenhuis-editie van Music For Life (2011)

De Warmste Week, tot 2018 ook Music for Life genoemd, is een jaarlijkse actie van de Belgische radiozender Studio Brussel, vanaf 2022 ook van MNM, editie na editie meer ondersteund door de andere zenders van de VRT. Tot en met 2012 werd jaarlijks samengewerkt met Rode Kruis-Vlaanderen, nadien werd de fondsenwerving gecoördineerd door de Koning Boudewijnstichting. Het evenement vond de eerste zes jaar plaats in de laatste week voor kerst en was toen vergelijkbaar met het Nederlandse programma Serious Request. In de eerste vijf edities had Music For Life hetzelfde thema als het gelijktijdige Serious Request. In 2012 werd gekozen voor een andere formule zonder glazen huis of fondsenwervingscampagne.  
De edities vanaf 2013, als De Warmste Week, waren gebaseerd op eenzelfde formule als de versie met het Glazen Huis, maar het Glazen Huis is hierbij vervangen door een buitenstudio. Hier draaien de presentatoren van de actie dan een week lang de door de luisteraars aangevraagde muziekplaten voor het goede doel, waarbij ze dan ook nog de kou moeten trotseren. Van 2013 tot 2016 was dit op het recreatieterrein De Schorre in Boom, in 2017 en 2018 was dit op het recreatieterrein Puyenbroeck in Wachtebeke. In 2019 vond De Warmste Week eenmalig op het Nelson Mandelaplein in Kortrijk plaats.
Vanaf de editie in 2018 was De Warmste Week geen soloproject van Studio Brussel meer, maar een overkoepelend project van de VRT. Studio Brussel behield wel het recht op de naam Music For Life, het grootschalig evenement met presentatoren behoudt ook deze naam. Maar de opbouw naar de slotceremonie met de bekendmaking van het ingezamelde bedrag met live radio door de drie presentatoren werd op de televisiecaptatie en Facebook vervangen door een losstaande talkshow van Karl Vannieuwkerke, de Warmste Show.
In 2020 en 2021 werd de Warmste Week niet gehouden vanwege de coronapandemie die in 2020 uitbrak. De actie werd in 2020 vervangen door Beats of love en in 2021 door DWW Radio. In 2022 werd opnieuw live gepresenteerd, dit keer vanuit het Warmste Huis in het Stadspark in Hasselt. De begeleidende televisieprogramma's werden gepresenteerd door Siska Schoeters. Voor 2023 werd gekozen voor de locatie van 't Zand in Brugge met televisiepresentatie van Niels Destadsbader. Ook in 2024 koos de organisatie  't Zand in Brugge als uitvalsbasis. 
Het oude format met het Glazen Huis wordt sinds 2013 gebruikt door de Franstalige omroep RTBF. Zij zetten dit format voort onder de naam Viva For Life.

## Edities
| Editie | Format                | Locatie                       | Thema/goede doelen                         | Acties | Opbrengst    | Presentatoren |
| ------ | --------------------- | ----------------------------- | ------------------------------------------ | ------ | ------------ | --- |
| 2006   | Glazen Huis           | Martelarenplein, Leuven       | Slachtoffers van landmijnen                |        | € 2.705.156  | Tomas De Soete, Peter Van de Veire en Christophe Lambrecht |
| 2007   | Glazen Huis           | Martelarenplein, Leuven       | Drinkbaar water                            |        | € 3.353.568  | Tomas De Soete, Siska Schoeters en Peter Van de Veire |
| 2008   | Glazen Huis           | Woodrow Wilsonplein, Gent     | Moeders op de vlucht voor oorlog en geweld |        | € 3.503.245  | Tomas De Soete, Sofie Lemaire en Siska Schoeters |
| 2009   | Glazen Huis           | Woodrow Wilsonplein, Gent     | Malaria                                    |        | € 3.955.223  | Sam De Bruyn, Sofie Lemaire en Siska Schoeters |
| 2010   | Glazen Huis           | Groenplaats, Antwerpen        | Weeskinderen en asielslachtoffers          |        | € 5.020.747  | Sam De Bruyn, Tomas De Soete en Sofie Lemaire |
| 2011   | Glazen Huis           | Leuven, Gent en Antwerpen     | Diarree                                    |        | € 7.142.716  | Sam De Bruyn, Tomas De Soete en Siska Schoeters |
| 2012   | Bewustmakingscampagne | Studio Brussel                | Dementie                                   |        | nvt          | Alle presentatoren van Studio Brussel |
| 2013   | De Warmste Week       | De Schorre, Boom              | 732 verschillende                          | 1.800  | € 2.501.987  | Linde Merckpoel, Siska Schoeters en Stijn Van de Voorde |
| 2014   | De Warmste Week       | De Schorre, Boom              | 870 verschillende                          | 2.040  | € 2.727.405  | Vincent Byloo, Sam De Bruyn en Linde Merckpoel |
| 2015   | De Warmste Week       | De Schorre, Boom              | 1.045 verschillende                        | 3.345  | € 5.102.730  | Eva De Roo, Linde Merckpoel en Siska Schoeters |
| 2016   | De Warmste Week       | De Schorre, Boom              | 1.311 verschillende                        | 6.195  | € 7.802.913  | Eva De Roo, Linde Merckpoel en Bram Willems |
| 2017   | De Warmste Week       | Puyenbroeck, Wachtebeke       | 1.642 verschillende                        | 10.576 | € 10.846.566 | Eva De Roo, Linde Merckpoel en Bram Willems |
| 2018   | De Warmste Week       | Puyenbroeck, Wachtebeke       | 1.986 verschillende                        | 12.495 | € 17.286.122 | Michèle Cuvelier, Eva De Roo en Otto-Jan Ham |
| 2019   | De Warmste Week       | Nelson Mandelaplein, Kortrijk | 2.088 verschillende                        | 13.582 | € 17.518.153 | Fien Germijns, Eva De Roo en Joris Brys |
| 2020   | Beats of love         | Leuven                        | Elkaar bedanken met muziek                 |        | nvt          | Joris Brys, Michèle Cuvelier, Eva De Roo, Fien Germijns, Kirsten Lemaire, Sander Vandenhende, Stijn Van de Voorde en Max Vryens                                          |
| 2021   | DWW Radio             | Mechelen                      | Kunnen zijn wie je bent                    |        | € 3.203.455  | Peter Van de Veire & Fien Germijns, Kawtar Ehlalouch & Joris Brys, Kirsten Lemaire & Dorianne Aussems, Sander Gillis & Pien Lefranc en Esther Nwanu & Sander Vandenhende |
| 2022   | De Warmste Week       | Stadspark Hasselt, Hasselt    | Kansarmoede                                | 3.000  | € 5.081.675  | Eva De Roo, Kawtar Ehlalouch, Fien Germijns en Sander Gillis |
| 2023   | De Warmste Week       | 't Zand, Brugge               | Opgroeien zonder zorgen                    | 4.639  | € 8.790.633  | Sam De Bruyn, Eva De Roo, Sander Gillis en Robin Keyaert |
| 2024   | De Warmste Week       | 't Zand, Brugge               | Eenzaamheid                                | 5.609  | € 8.907.834  | Joris Brys, Kawtar Ehlalouch, Fien Germijns, Maureen Vanherberghen en Sander Gillis                                                                                      |
| 2025   | De Warmste Week       | Cosmogolempark, Genk          | Onzichtbaar ziek                           |        |              | |

## Opbrengst
Vanwege een beveiligingsprobleem met de MediaWiki Graph-software is het momenteel niet mogelijk deze grafiek weer te geven. Zodra de software is bijgewerkt zal de grafiek vanzelf weer zichtbaar worden.

## Themanummers
| Editie | Nummer                | Artiest(en)                                 |
| ------ | --------------------- | ------------------------------------------- |
| 2006   | What's This?          | Michael Franti, Gabriel Rios & Flip Kowlier |
| 2007   | Over 't Water         | Fixkes & Axelle Red                         |
| 2008   | Home                  | Tom Helsen & Geike Arnaert                  |
| 2009   | When I Lay Beside You | K's Choice                                  |
| 2010   | Never Gonna Stop      | Milow                                       |
| 2011   | Zanna                 | Selah Sue & Tom Barman vs. The Subs         |
| 2014   | Happy Together        | Jef Neve & Friends                          |
| 2024   | Don't Stop Believin'  | Portland                                    |